# Musée Renoir de Cagnes-sur-Mer
Le musée Renoir de Cagnes-sur-Mer ou Domaine des Collettes à Cagnes-sur-Mer (Alpes-Maritimes), labellisé Musée de France, est dédié au peintre impressionniste Auguste Renoir (1841-1919).
Du 31 janvier 2012 à juillet 2013, le domaine et le musée ont été fermés au public pour être entièrement rénovés et la collection du « Musée Renoir » a été intégralement transférée au Château Grimaldi de Cagnes-sur-Mer. Le musée a reçu le label Maisons des Illustres depuis juin 2011.
Le Domaine des Collettes est une villa située au 19 chemin des Collettes à Cagnes-sur-Mer, classée au titre des monuments historiques et labellisée « Patrimoine du XXe siècle ».

## Historique
Après avoir découvert Cagnes-sur-Mer en 1903, Auguste Renoir ayant des problèmes de santé, se fixe enfin en achetant le « Domaine des Collettes », propriété de trois hectares, le 28 juin 1907, après avoir eu un coup de cœur pour son oliveraie centenaire, ses orangers et sa fermette du XIXe siècle. Il aurait voulu habiter l'ancienne ferme rustique (abritant l'Association des Amis du Musée Renoir), mais Madame Renoir désirant une maison spacieuse, il fait construire en 1908 une demeure de style néo-provençal avec deux ateliers d'artiste par l'architecte niçois Jules Febvre. Il s'y installe à l'automne 1908, peint et sculpte durant onze ans avec sa femme Aline et leurs trois enfants, Pierre, Jean et Claude, jusqu'à sa disparition le 3 décembre 1919 à l’âge de 78 ans. 

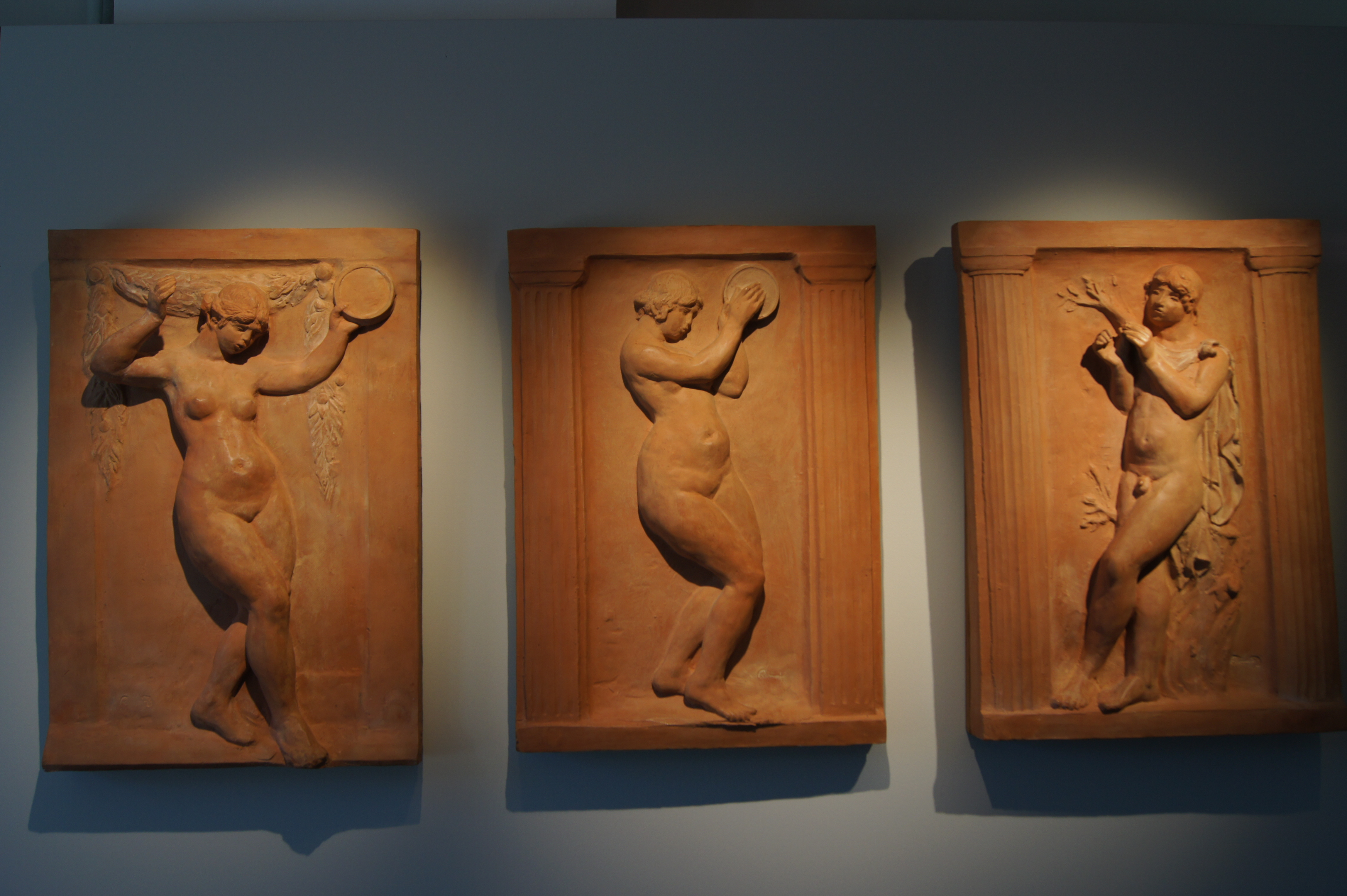
Bas-relief aux danseuses de Renoir. Musée Renoir de Cagnes-sur-Mer.

Il réalise dans cette demeure sa « période cagnoise » ou « dernière période » en s'inspirant de son domaine. Il aborde alors également la sculpture entre 1913 et 1918 avec Richard Guino puis avec Louis Morel. Il reçoit dans sa villa ses contemporains Henri Matisse, Aristide Maillol, Amedeo Modigliani, Auguste Rodin, Pablo Picasso, Claude Monet...
À sa disparition, il lègue le domaine à son fils Claude Renoir qui y vit jusqu'en 1960.
En 1959, le « domaine des Colettes » sert de décor au Déjeuner sur l'herbe, film de Jean Renoir qui tourne ainsi dans la maison de son enfance.
En 1960, la ville de Cagnes-sur-Mer achète le domaine pour en faire un musée d'une douzaine de pièces « où tout est demeuré en l'état ». Le parc est ouvert au public. Les musées nationaux enrichissent avec le temps les collections du musée avec des œuvres de Pierre Renoir, Albert André, Aristide Maillol, Marcel Gimond, Richard Guino, Raoul Dufy, Pierre Bonnard, Ferdinand Deconchy, entre autres.

## Collection
- Nu assis, 1895.

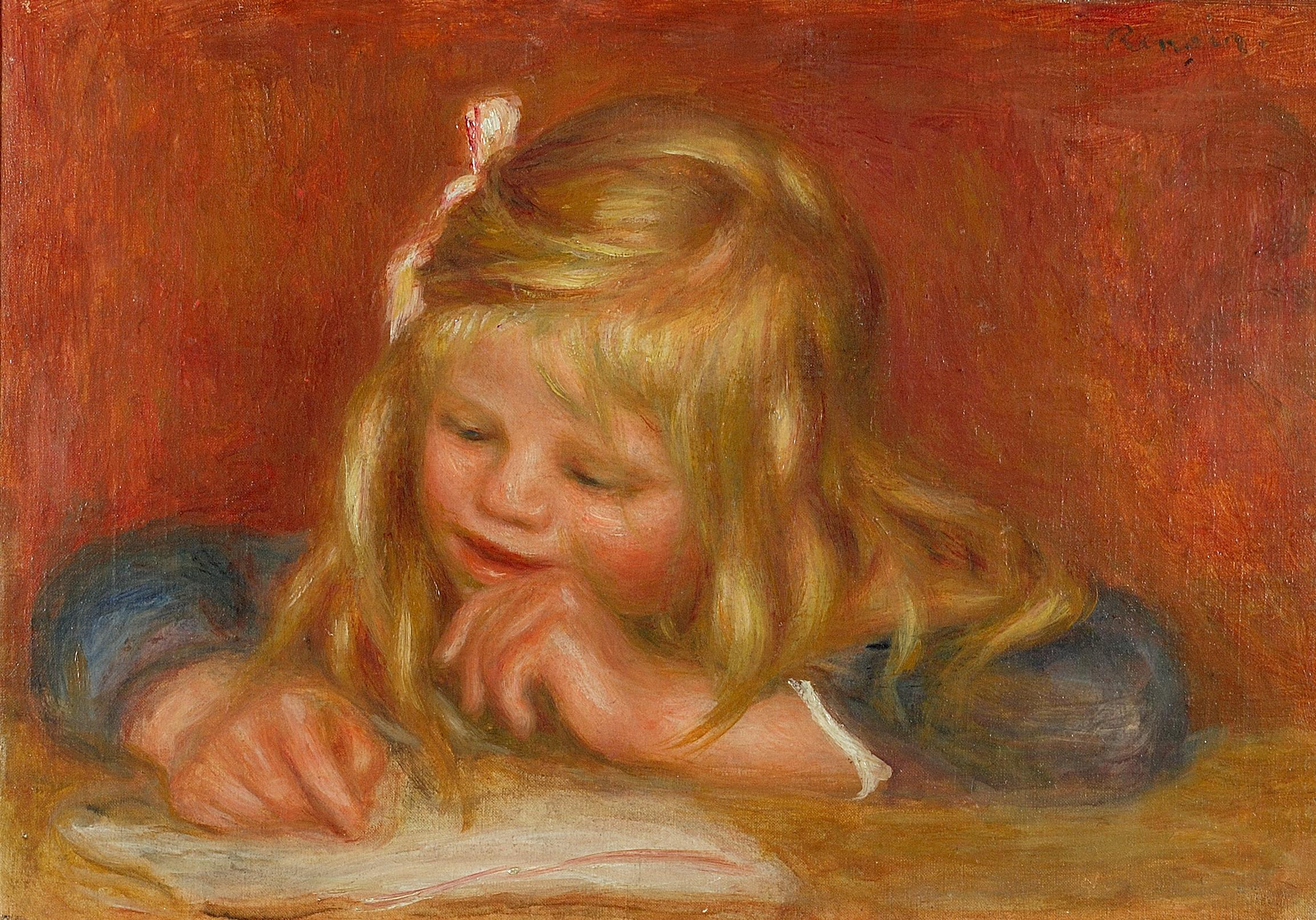
Coco lisant, 1905.

- Portrait de Madame Stephen Pichon, 1895.
- Les Grandes Baigneuses, 1901-1902.
- Coco lisant, 1905.
- La Vallée de la Cagne et le baou de Saint-Jeannet, 1905.
- Promenade sous bois, 1910.
- Paysage aux Collettes, 1914.
- La Ferme des Collettes, 1915.
- Les Toits du Vieux-Nice, 1911-1919.
- Jeune Femme au puits, non daté.
- La Laveuse, non daté.
- Nature morte aux pommes et aux amandes, non daté.
- Portrait de Madame Colonna Romano, non daté.

## Protection du patrimoine
La villa a été classée au titre des monuments historiques par arrêté du 25 octobre 2001.